# أنتوني برينديزي
أنتوني برينديزي هو محامي وسياسي أمريكي، ولد في 22 نوفمبر 1978 في أوتيكا في الولايات المتحدة. نشط حزبياً في الحزب الديمقراطي. وقد انتخب عضو مجلس النواب الأمريكي ‏ عن دائرة الدائرة الانتخابية الثانية والعشرون لنيويورك ‏ وقد انضم خلال فترته النيابية ‏ (يناير 2019 – يناير 2021) للكتلة البرلمانية الحزب الديمقراطي وانتخب عضو جمعية ولاية نيويورك ‏ (14 سبتمبر 2011 – 31 ديسمبر 2018).

## وصلات خارجية
- الموقع الرسمي